# Tillicoultry House
Tillicoultry House war eine Villa in der schottischen Stadt Tillicoultry in der Council Area Clackmannanshire. König Alexander III. sprach die Ländereien von Tillicoultry im Jahre 1261 den Earls of Mar zu. Später gingen sie in den Besitz von Lord Colville of Kinross und dann dem Earl of Stirling über. Wardlaw Ramsay erwarb die Ländereien im Jahre 1814. 15 Jahre später ließ er Tillicoultry House erbauen. Die letzten Bewohner verließen das Anwesen 1938, wonach sich die Bausubstanz zusehends verschlechterte. Um 1960 wurde die Ruine schließlich abgerissen. Heute sind nur noch die Außengebäude erhalten, von denen die ehemaligen Stallungen 1972 in die schottischen Denkmallisten in der Kategorie B aufgenommen wurden.

## Tillicoultry House Stables
Die Stallungen von Tillicoultry House stammen aus dem frühen 19. Jahrhundert. Sie liegen rund 30 m südöstlich des ehemaligen Tillicoultry House (Lage). Der Innenhof des U-förmigen Gebäudes öffnet sich in nordöstlicher Richtung. Das zweistöckige Gebäude besteht aus Quadersteinen. Mittig befindet sich eine weite Toreinfahrt. Darüber ragt ein kleiner Turm mit Aussparungen für Turmuhren auf. Er schließt mit einer runden Kuppel, die von vier dorischen Säulen getragen wird. Beiderseits der Einfahrt verteilen sich jeweils sechs Fenster auf drei vertikalen Achsen. Die beiden flankierenden Flügel schließen mit Walmdächern ab.